# Storia di Siracusa in epoca contemporanea
La storia di Siracusa in epoca contemporanea concerne gli avvenimenti significativi che hanno coinvolto la città dai primi del Novecento fino ai giorni nostri.

## Siracusa post-unitaria
Solo con l'unità d'Italia Siracusa riacquistò il proprio ruolo di capoluogo, nel 1865, non senza un acceso dibattito con la fazione netina, poiché il perdurare della particolare situazione d'età borbonica era divenuta oramai una vexata quaestio tra le due città. L'approvazione giungeva dopo cinque anni dalla prima richiesta: già il 18 e 20 maggio del 1861 alla camera dei deputati era giunta la «Petizione della Città di Siracusa per la reintegrazione a capoluogo di Provincia». In quei frangenti si trovò l'opposizione dell'onorevole Matteo Raeli che in quanto netino difendeva il titolo di capoluogo per Noto, mentre la difesa per la città aretusea fu presa dal senatore Luigi Greco Cassia; il siracusano si mostrò abile nella retorica quanto il suo collega netino. A causa del forte contrasto in sede politica, il trasferimento venne rinviato fino al 1865, quando fu deciso in maniera definitiva che Noto doveva restituire il titolo a Siracusa. Il ritorno a capoluogo favorisce un'ulteriore spinta urbanistica.
Gli interventi di modificazione del suo assetto urbanistico furono drastici: dal 1870 vennero distrutte tutte le mura che interamente la cingevano e venne costruito il ponte di collegamento tra l'isola e la terraferma (il ponte Umbertino); l'anno successivo iniziò la costruzione della ferrovia, con la stazione centrale situata a est della città e con una stazione marittima inaugurata nel 1892, che permetteva il facile scambio dei passeggeri con le linee di navigazione, allora importanti, del porto di Siracusa.

Nella fotografia scattata dal tedesco Leo Wehrli (1870–1954), la fonte Aretusa com'era ai primi del '900: il papiro che oggi la caratterizza era appena stato piantato

Il 7 aprile 1896 attraccò al porto lo yacht Hohenzollern con Guglielmo II di Germania, che in occasione del primo centenario della nascita di August von Platen-Hallermünde, assistette alla posa di una lapide commemorativa in via Amalfitania, luogo della prematura morte del poeta. L'Imperatore tedesco, e ultimo re di Prussia, sarebbe approdato per altre due volte in terra aretusea: la seconda volta nell'aprile 1904 e la terza volta nel 1908. Guglielmo II giunse con la famiglia imperiale e visitò a lungo uno dei più antichi monumenti aretusei: il castello Eurialo, rimanendo colpito dal suo sistema difensivo d'epoca greca.
Il 17 settembre 1910 giunse in città Sigmund Freud, il quale soggiornò presso l'Hotel des Étrangers accanto alla fonte Aretusa. Durante i quattro giorni di permanenza il suo lavoro psicoanalitico non si fermò. Freud fu portato a visitare i papiri del Ciane (l'austriaco portò con sé uno di questi papiri, ornandovi in seguito il calco del suo bassorilievo Gradiva, posto nel suo studio di Vienna) e presso la fonte Aretusa visitò la statua dedicata ad Archimede, scolpita nel 1870 dal poliedrico milanese Ignazio Villa (odiernamente posta all'interno del liceo scientifico siracusano Orso Mario Corbino); la figura del matematico dovette colpirlo in particolar modo, poiché la sognò e inserì Siracusa nel suo libro L'interpretazione dei sogni.
Mentre si svolgeva il soggiorno di Freud e del suo amico Ferenczi, in Ortigia cominciarono a circolare le voci sulla nuova epidemia di colera che stava tormentando Napoli; vi era il forte timore che potesse affliggere nuovamente anche la Sicilia (Siracusa aveva patito l'epidemia già nel 1867). Freud annoterà nel suo diario di viaggio come i siracusani prendessero estremamente sul serio tutto ciò che riguardasse il temuto colera. Il pensiero di rimanere bloccati in nave a causa dell'epidemia preoccupò i due stranieri, i quali, afflitti anche dal clima umido che mal sopportavano («C’è un’atmosfera un po’ paralizzante e qualcosa di opprimente nell’aria, il cielo non è terso, tutto è attutito, un po’ perturbante» descriveva Freud), decisero di interrompere lì il loro viaggio in Sicilia:
(Sigmund Freud alla famiglia, 19 settembre 1910.)

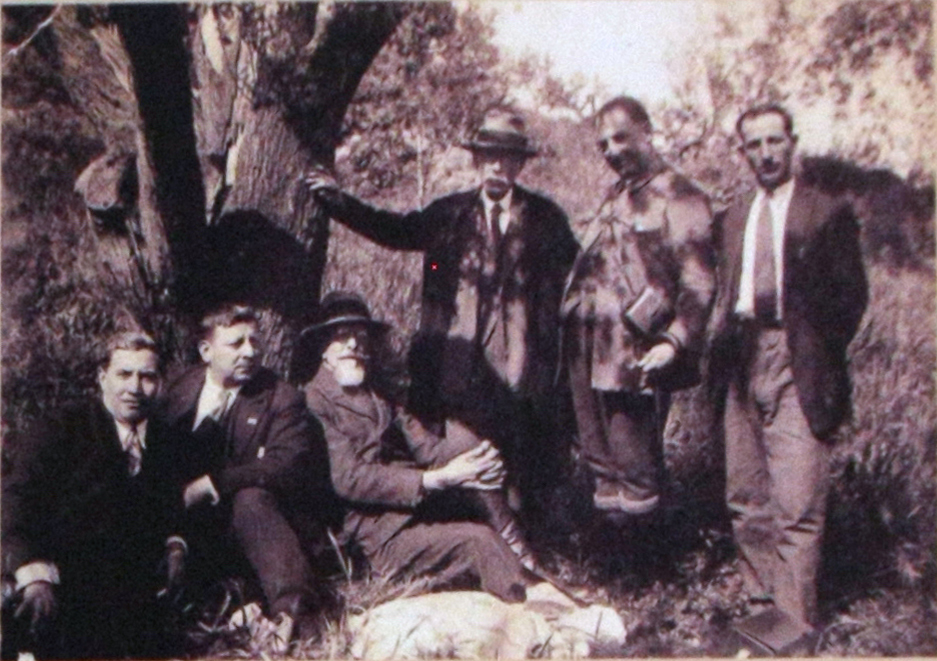
Paolo Orsi (in basso, appoggiato sul lato destro del tronco) fotografato nei pressi di Lentini nel 1930: egli, originario di Rovereto, fu un'importante personalità pubblica di Siracusa, autore di numerosi scavi archeologici

Terminata la Grande Guerra (che se pure non coinvolse direttamente il suolo siracusano richiese all'omonima provincia uno dei più alti tributi di sangue dell'isola di Sicilia, contando migliaia di vittime tra gli uomini inviati al fronte), l'area aretusea visse una delicatissima fase politica, dove le tensioni sociali rischiavano di esplodere da un momento all'altro: il popolo ibleo oltre alle ristrettezze quotidiane d'ogni genere, derivate da un'economia da guerra, fu provato dall'insorgere della pandemia dell'influenza spagnola: per quel che concerne il capoluogo, l'archeologo Paolo Orsi, da tanti anni stanziato in città in qualità di direttore del museo archeologico nazionale di Siracusa, si premurò di annotarne le varie fasi sui suoi taccuini (oggi esposti nel museo archeologico regionale Paolo Orsi). Negli anni '20 del '900 abbracciò in maniera abbastanza compatta una linea politica di sinistra, che si rifaceva all'esperienza della recente Rivoluzione russa: tra bolscevismo, massimalismo e socialriformismo, la provincia di Siracusa si guadagnò l'appellativo storiografico di «provincia rossa d'Italia».
Il capoluogo sosteneva il socialriformismo, mentre il comunismo all'inizio non ebbe presa nei vari comuni siracusani, che preferirono una linea rossa più moderata rispetto a quella suggerita dalla Russia. Il fascismo di Benito Mussolini, con irruenza, mutò radicalmente il contesto: nel 1927 la riforma del dittatore divise in due l'antica provincia, ricavando dalla stessa la nuova provincia di Ragusa e ponendo i confini aretusei presso Capo Passero (punta sud-orientale di Sicilia). In tempi rapidi, il fascismo s'irradiò in tutti gli aspetti della vita sociale siracusana, permeandola di cultura totalitaria.

## Siracusa nella seconda guerra mondiale
Siracusa era divenuta, nel corso degli anni 1930, uno scalo di una certa importanza sulle rotte da e per l'impero coloniale italiano in Africa. Dal punto di vista militare formò, con la vicina città di Augusta, una piazza militare a cominciare dal 24 settembre 1941 con ordine apposito di Supermarina; la base aveva fama di posizione ben protetta e bene armata: si sviluppava per 50 chilometri sul lato di terra e per 91 chilometri su quello marittimo, disponeva di un arsenale militare e aveva alle proprie dipendenze l'idroscalo di Siracusa. Siracusa era inoltre non lontana dalla roccaforte britannica di Malta, non occupata dall'Italia fascista al momento dell'ingresso nella seconda guerra mondiale e che, con Gibilterra e Alessandria d'Egitto, formava una rete di basi in reciproco appoggio nel teatro di guerra mediterraneo: l'isola fu oggetto di un lungo assedio aeronavale iniziato nella stessa estate 1940 e divenne destinataria di molte operazioni di rifornimento condotte dalla Royal Navy, oltre a servire da rifugio per la Force K e gruppi di sommergibili incaricati di attaccare le linee di collegamento tra l'Italia e la colonia di Libia.

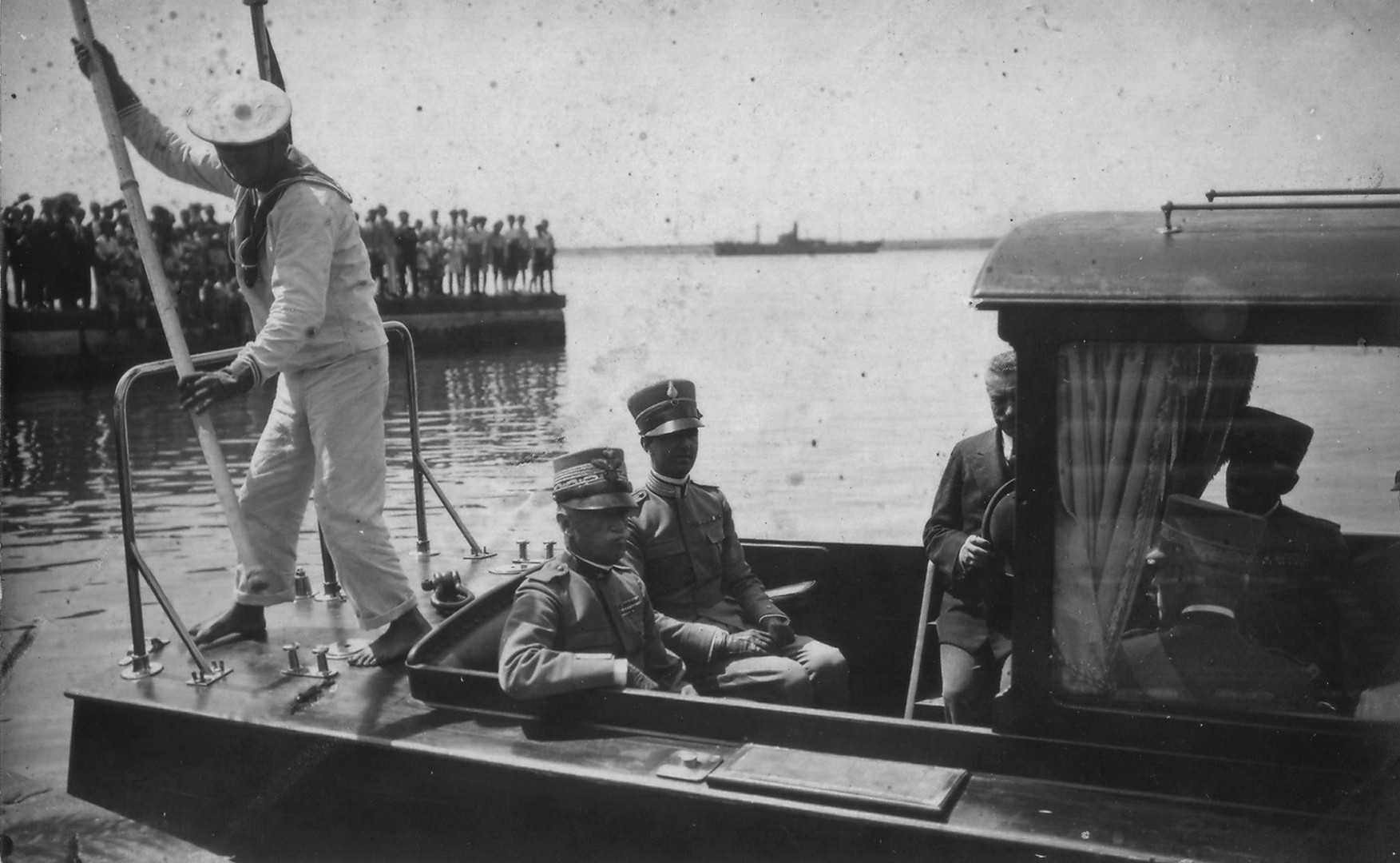
Il re Vittorio Emanuele III di Savoia durante una delle sue visite a Siracusa (in foto presso il molo di Ortigia, 1941-1942)

Il 16 giugno 1940 le torpediniere Circe e Polluce affondarono al largo di Siracusa il sommergibile HMS Grampus. La sera del 24 maggio 1941 il transatlantico Conte Rosso, in rotta per la Libia con un carico di truppe, fu colato a picco dal sommergibile HMS Upholder circa 20 chilometri da Siracusa; dalla piazzaforte furono pertanto inviati aiuti e, delle 242 salme recuperate, 151 furono inumate a Siracusa e 91 ad Augusta. L'episodio segnò il primo vero contatto che la cittadinanza ebbe con la guerra in corso. La perdita della nave giustificò l'allestimento di un'operazione della Xª Flottiglia MAS contro Malta: i barchini esplosivi e gli uomini incaricati dell'attacco salparono dalla piazzaforte il 25 luglio, senza però riuscire a ottenere risultati.
Nelle acque a sud di Siracusa furono distrutti due sommergibili della Regia Marina. L'11 dicembre 1942 l'Uarsciek, al comando del siracusano Gaetano Arezzo della Targia e in posizione con altri battelli per costituire una linea di difesa e rilevamento, fu localizzato mentre stazionava in superficie e affondato dai cacciatorpediniere HMS Petard e Vasilissa Olga (greco) dopo un combattimento a colpi di cannone; il comandante e altri sedici uomini rimasero uccisi, mentre i trenta superstiti furono fatti prigionieri. Il 28 febbraio 1943, non lontano da Capo Murro di Porco, il sommergibile FR 111 cadde vittima di cacciabombardieri anglo-statunitensi mentre navigava in superficie per tornare ad Augusta, dopo l'annullamento di una missione di rifornimento alla guarnigione dell'isola di Lampedusa: rimasero uccisi il comandante (capitano di corvetta Giovanni Celeste) e l'intero equipaggio.

### I bombardamenti aerei

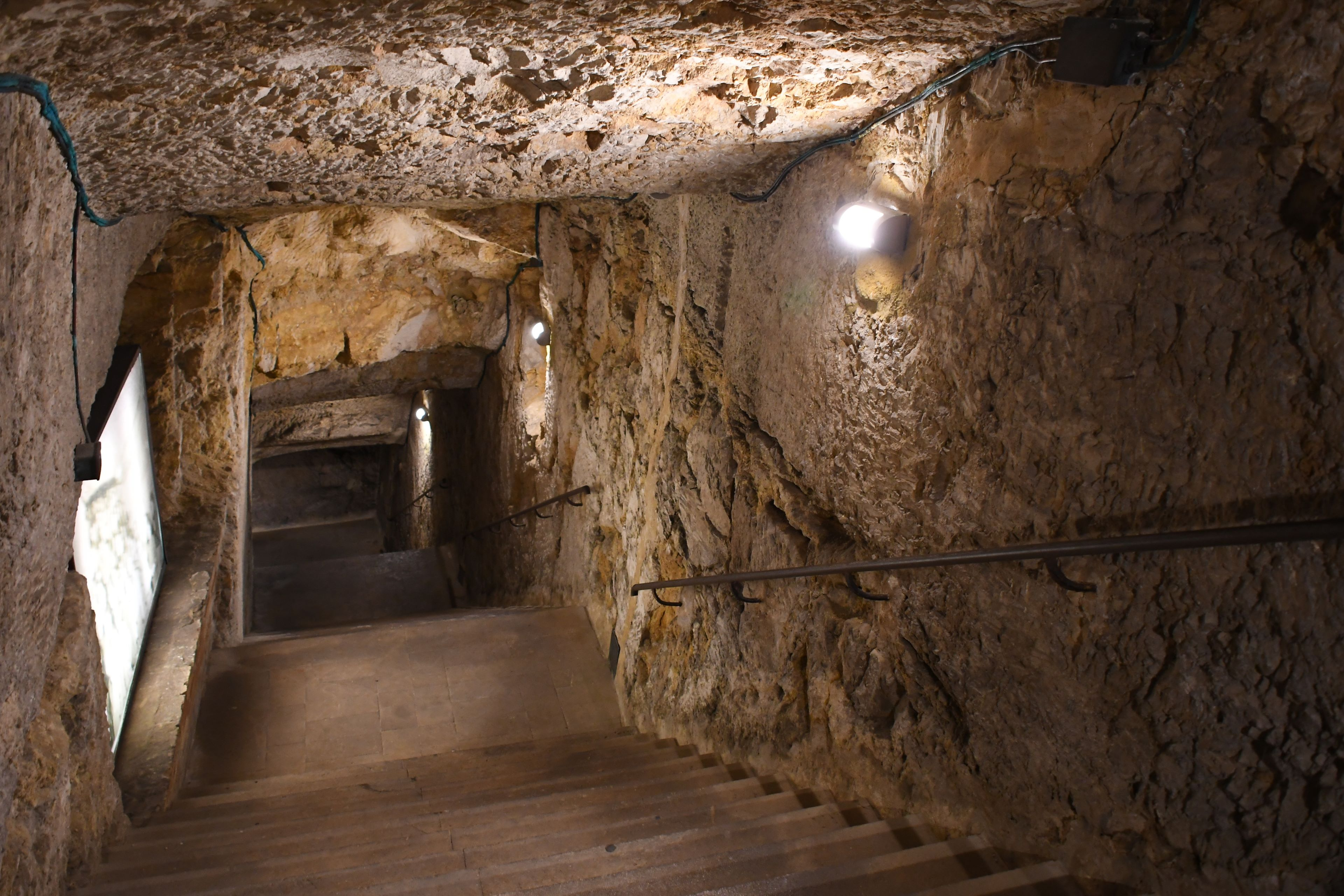
Ingresso dell'Ipogeo di piazza Duomo, in Ortigia, fu uno dei rifugi antiaereo più importanti per la città

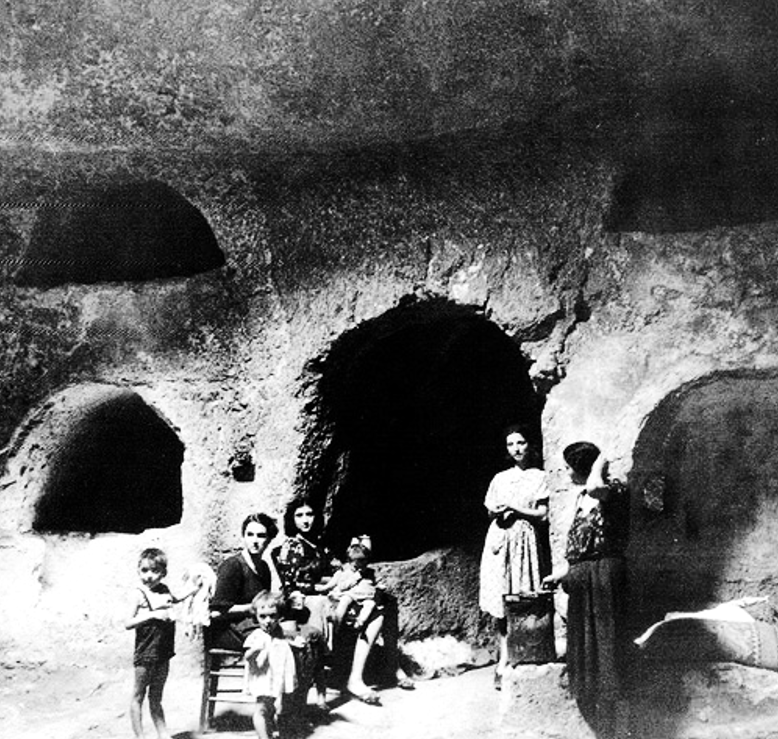
Donne e bambini di Siracusa usano le catacombe del sottosuolo come rifugi antiaereo

La preparazione della difesa contraerea nella zona di Siracusa rifletteva la generale carenza che affliggeva l'intero apparato difensivo italiano, provocata da incertezza istituzionale, spreco di risorse, enormi problemi logistici dovuti al gran numero di armi (spesso obsolete) e alla produzione insufficiente di proiettili, inutile moltiplicazione dei comandi e delle responsabilità. Grave era, inoltre, la totale inadeguatezza dei rifugi antiaerei, che spingeva la popolazione a fare uso degli scantinati dei palazzi (la cui costruzione non beneficiava del calcestruzzo armato) e di altri ricoveri di fortuna. Dei trentotto rifugi contraerei, tredici si trovavano nell'isola di Ortigia e numerosi non erano altro che le antiche catacombe paleo-cristiane, latomie riadattate alla buona o i sotterranei dell'anfiteatro romano. I cunicoli del castello Eurialo furono invece riutilizzati nel 1941 per mettere al sicuro i reperti e le opere d'arte del museo archeologico.
Praticamente tutti gli attacchi furono condotti dall'aeronautica basata a Malta. Nel corso del 1941 e 1942 la popolazione cominciò ad accusare la pressione psicologica provocata dalla guerra aerea, amplificata dalle annose deficienze militari italiane. Il fenomeno dello sfollamento si fece sempre più importante con il proseguire della guerra e il progressivo deteriorarsi della situazione strategica per l'Asse: una parte dei siracusani preferì abbandonare la città per la relativa sicurezza dell'entroterra e dei monti Iblei. Anche queste zone, tuttavia, cominciarono a essere oggetto di incursioni aeree dal 1943, dirette in particolare a disarticolare le vie di comunicazione isolane.
La Royal Air Force, affiancata dal novembre-dicembre 1942 dalle United States Army Air Forces, incrementò il numero di attacchi e di velivoli per incursione, con il preciso intento di terrorizzare la popolazione civile e affrettare il crollo del fronte interno italiano (moral bombing); l'attenzione per l'incolumità dei non combattenti, dunque, passò in secondo piano rispetto all'obiettivo di scardinare il regime fascista e costringere l'Italia a uscire dalla guerra.
Sabato 27 febbraio 1943 dodici Spitfire Mk. V del 185th e 229th Squadron, arrivarono su Siracusa intorno alle 19:00, quattro con funzione di copertura e otto carichi di 250 libbre (110 kg) di bombe cadauno; i velivoli colpirono la centrale elettrica, l'idroscalo e si accanirono sulla rada, riuscendo ad affondare la cannoniera Palmaiola (sulla quale rimasero il comandante e i 10 membri dell'equipaggio) e a danneggiare la vedetta da soccorso Ninfa. Ordigni e spezzoni incendiari caddero comunque nel quartiere residenziale di Santa Lucia, presso la Borgata, e diversi Spitfire eseguirono un secondo passaggio per mitragliare le strade di Ortigia e della Zona umbertina. Sembra che quest'ultimo attacco sia stato un errore, dato che gli aerei britannici avrebbero dovuto sganciare sullo stadio Vittorio Emanuele III (che in quel momento ospitava una manifestazione ginnica della Gioventù fascista) ma, bersagliati dalla contraerea e da alcuni caccia, mancarono l'obiettivo e fecero strage della popolazione raccolta intorno al vicino santuario di Santa Lucia al Sepolcro. Si contarono 56 morti, compresi i marinai della Palmaiola e diversi bambini, e circa 90 feriti
In totale, fino alla metà del 1943, la città registrò 923 allarmi di attacchi aerei, 330 dei quali concentrati nell'arco di due mesi della primavera 1943. La lunga guerra aerea avrebbe avuto ripercussioni notevoli sui civili: un soldato britannico appartenente ai primi reparti che occuparono Siracusa testimoniò che le persone mostravano un terrore quasi irrazionale a ogni sparo o forte rumore, affermando che i cittadini erano «in pessimo stato nervoso».

### Conquista e occupazione alleata
Alla conferenza di Casablanca del gennaio 1943 gli Alleati occidentali decisero di invadere la Sicilia per rendere definitivamente sicure le rotte del Mediterraneo e, sperabilmente, forzare Roma a dichiarare la resa. La conquista della porzione orientale della Sicilia fu affidata all'8ª Armata del generale Bernard Law Montgomery. Siracusa e Avola furono i primi luoghi ad essere attaccati: intorno alle 22:00 di sera del 9 luglio 1943, paracadutisti britannici della 1st Airborne Division diedero il via all'operazione Ladbroke, la quale portò alla conquista del capoluogo da parte britannica. Il primo approccio tra occupanti e civili non fu granché positivo: nei luoghi dove gli scontri furono più cruenti - in massima parte dall'area a sud di Siracusa alla città di Avola - i civili patirono anche la detenzione fisica; in un primo momento vennero incolonnati e ammassati al pari dei militari: ciò si verificò alla penisola della Maddalena e soprattutto a Cassibile. I soldati inglesi ebbero il divieto, imposto dai loro stessi comandanti, di sostare a lungo nel centro storico dell'isola di Ortigia, addentrandosi all'interno dei suoi vicoli, poiché considerati pericolosi in una città che comunque era loro ancora ufficialmente nemica: Siracusa venne descritta dai primi soldati che vi entrarono come un luogo «curiosamente ostile».

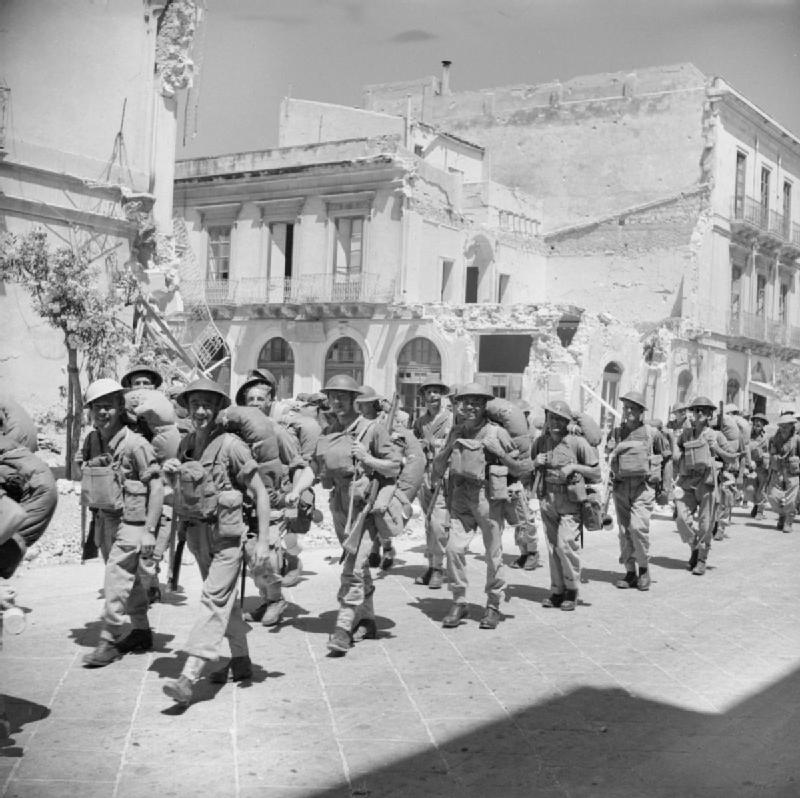
12/13 luglio: soldati britannici passano tra le strade bombardate di Siracusa (scatto del sergente Dawson)

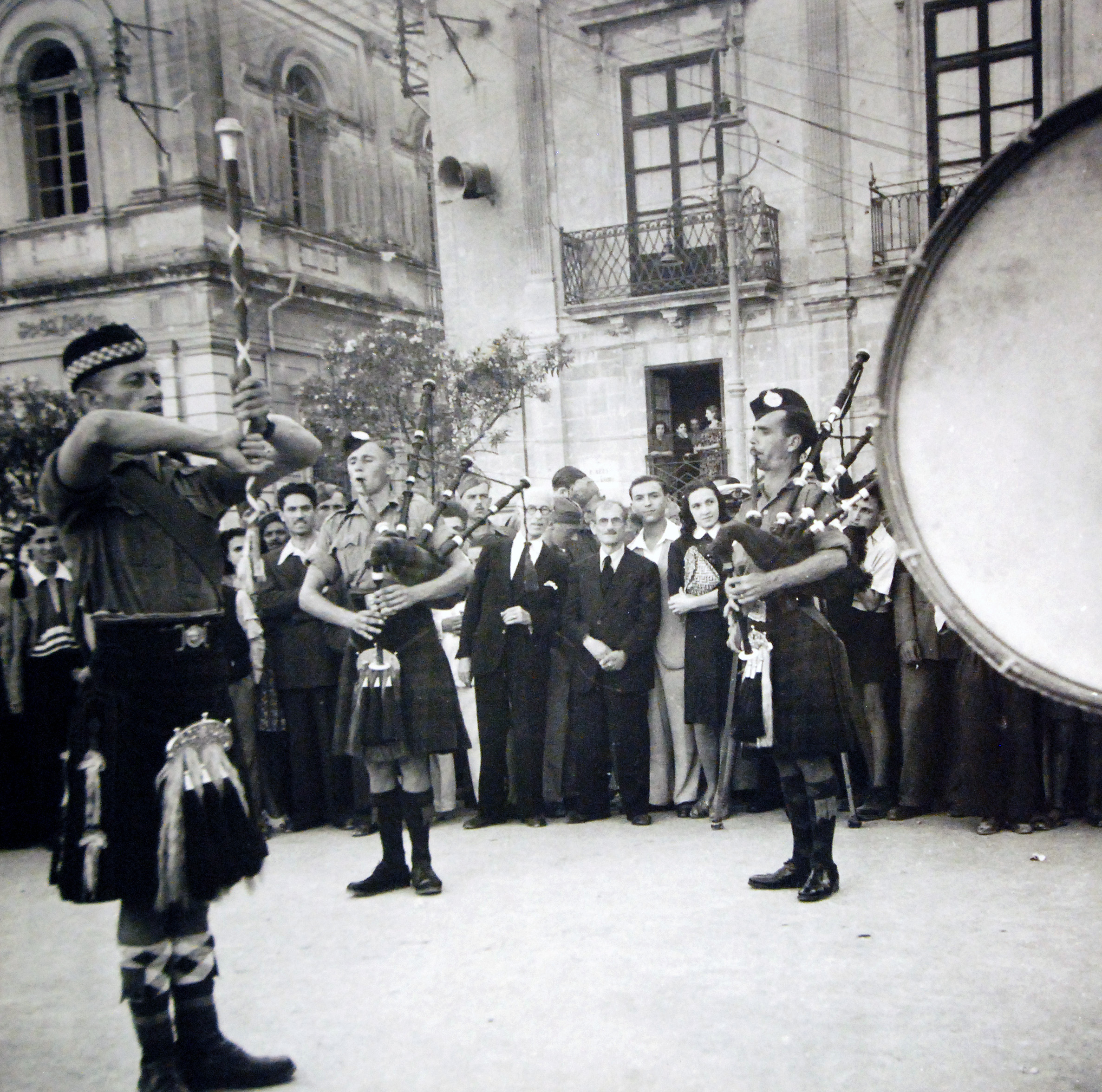
Soldati scozzesi in parata a Piazza Duomo, Siracusa, settembre 1943

In seguito l'occupazione si fece molto più sopportabile, e anzi gli inglesi, giunti con i loro medici e molte cure, vennero ben visti dalla popolazione. Ciò che però rimase fu la fame. Le forze occupanti distribuivano cibo: biscotti, pane bianco, carne e cioccolata furono le concessioni più gradite, ma non erano in quantità sufficienti per sfamare l'intera popolazione. La guerra aveva sottratto ai siciliani l'approvvigionamento del grano (maggiore e principale alimento della dieta isolana). L'agricoltura subì un pesante arresto con la partenza dei tanti giovani siciliani sui fronti esteri bellici. Nel capoluogo imperversava da tempo il mercato nero.
Inizialmente la città fu la sede principale dell'AMGOT, il governo militare alleato che prese il controllo della Sicilia, trasferita a Palermo dopo che questa venne conquistata nel corso dell'invasione. Il suo porto fu il primo sicuro ancoraggio della Royal Navy e per tale motivo venne insistentemente bombardato dalla Luftwaffe e dalla Regia Aeronautica.
Nei pressi di Cassibile, esattamente nella contrada Santa Teresa Longarini, posta poco fuori l'entrata sud della città, venne firmato segretamente il 3 settembre 1943 l'armistizio tra l'Italia e gli Alleati, reso noto al mondo tramite il Proclama Badoglio dell'8 settembre 1943; data alla quale esso rimarrà legato. Successivamente venne costruito nella periferia centrale della città il Syracuse War Cemetery per i caduti inglesi (adiacente al cimitero monumentale siracusano).
Con le turbolenze della guerra e lo stato di instabilità politica e territoriale, sorse in Sicilia un forte movimento separatista che premeva affinché gli Alleati non restituissero l'isola all'Italia. Appoggiato solo in un primo tempo, e in maniera ambigua, dalle forze britanniche e americane, esso nel capoluogo aretuseo non ebbe comunque un seguito rilevante:
(Monte S. Finkelsteinp, Separatism, the Allies and the Mafia. The Struggle for Sicilian Independence, 1943-1948, Londra 1999, p. 127.)
Siracusa, in questa fase confusionale, divenne per gli Alleati il polso con il quale misurare l'entità di quel che stava accadendo: da essa i britannici stilavano i rapporti sul resto dell'isola e con essa gli americani esploravano fino a dove il movimento separatista si sarebbe potuto spingere. L'AMGOT restituì infine la Sicilia alla nazione italiana nell'inverno del 1945, dopo la conclusione della conferenza di Yalta.

## Secondo dopoguerra

### La lacrimazione dell'effigie mariana

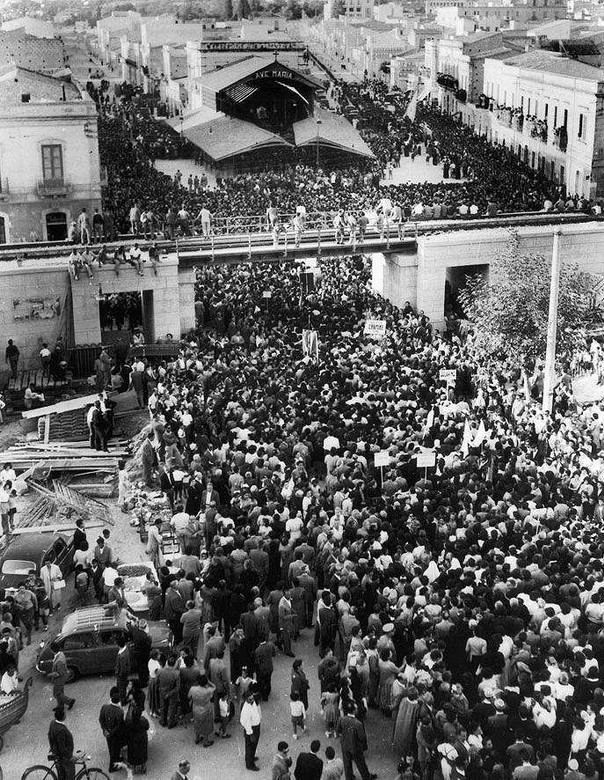
1953: Piazza Euripide (luogo nel quale l'effigie mariana venne momentaneamente traslata) colma di gente venuta a vedere il quadretto della lacrimazione

Dal 29 agosto al 1º settembre 1953, nel quartiere della Borgata di Siracusa, in via degli Orti di San Giorgio al n. 11, all'interno dell'abitazione dei coniugi Giusto Iannuso, un'effigie mariana di gesso, raffigurante il Cuore Immacolato di Maria, prese misteriosamente a lacrimare, più volte. L'evento attirò una grande folla di fedeli e giornalisti (al secondo giorno dell'inizio dell'evento, un cineamatore riuscì a filmare uno dei momenti della lacrimazione, cosicché si ebbe, e la si ha tuttora, anche una testimonianza multimediale dell'evento). Durante le lacrimazioni furono attestate delle guarigioni definite inspiegabili.

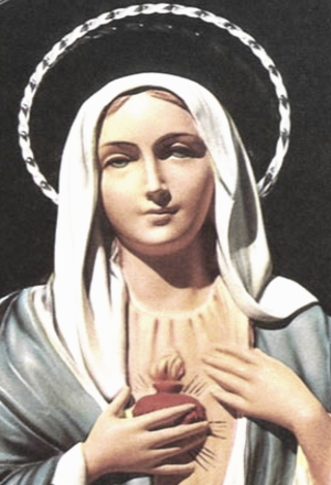
Un primo piano sulla figura della Madonna in gesso che lacrimò nel 1953 a Siracusa (al centro il Cuore Immacolato di Maria)

In breve tempo venne istituita una commissione d'inchiesta: non fu trovato alcun inganno che potesse spiegare in maniera artificiosa la lacrimazione dell'icona mariana, né all'interno né all'esterno del busto in gesso. Il liquido venne scientificamente esaminato e classificato infine come "umano". Ciò destò lo scalpore della comunità locale, la quale prese ad affollarsi intorno all'effigie della Madonnina. Le autorità ecclesiastiche dichiararono l'evento miracoloso (l'episcopato della Sicilia lo dichiarò il 13 dicembre 1953).
Nel 1955 venne indetto un concorso internazionale, al quale parteciparono architetti di 17 nazioni diverse, per scegliere quale forma avrebbe avuto la futura sacra basilica contenente l'effigie mariana. Tra i progetti giunti in finale, intitolati Corona con nove raggi bianchi su campo azzurro (francese), Turris Davidica (francese), 314253 (tedesco), Alma Mater 57 (italiano), Aretusa (italiano), La città del Pellegrino (italo-tedesco), Miraculum (tedesco) e Stella Mattutina (italiano), vinse infine Corona con nove raggi bianchi su campo azzurro, degli architetti d'Oltralpe Michel Andrault e Pierre Parat: la sua messa in opera e la sua edificazione si sarebbe infine rivelata lunga decenni interi.

### La permanenza di Winston Churchill in città
Il primo ministro del Regno Unito, Winston Churchill, pochi giorni dopo aver dato le proprie dimissioni (era il suo secondo mandato; il primo era terminato con la fine della seconda guerra mondiale, nel 1945), il 12 aprile 1955, giunse nella città aretusea accompagnato dalla moglie Clementine Hozier e da numerosi funzionari a suo seguito. Il suo alloggio fu la villa Politi, una dimora di fine ottocento che sorgeva al di sopra delle latomie dei Cappuccini, antiche cave di pietra.
Secondo alcune tesi, non supportate da alcuna prova concreta, il vero motivo che spingeva Churchill a Siracusa erano gli sviluppi della guerra fredda, poiché qui egli si incontrò e discusse in privato con delle personalità italiane ed estere. Come'era logico aspettarsi, la sua presenza condusse a Siracusa alcuni nomi illustri dell'epoca, ed egli ricevette vari doni da diversi estimatori, ma ci tenne a specificare che si trovava nella città siciliana come semplice turista; da uomo libero, privato di ogni responsabilità politica.
I primi giorni di Churchill a Siracusa - città che ben lo accolse - trascorsero tra le camere della villa Politi, poiché un forte vento di grecale e pioggia segnarono quelle giornate siciliane. Quando poté finalmente uscire, egli si recò nei luoghi più caratteristici della città. Ciò che lo attirava maggiormente pare fosse il patrimonio storico-archeologico dell'antica Siracusa; in una delle sue visite alle millenarie vestigia egli così si pronunciò:
(Winston Churchill, Siracusa, aprile 1955.)

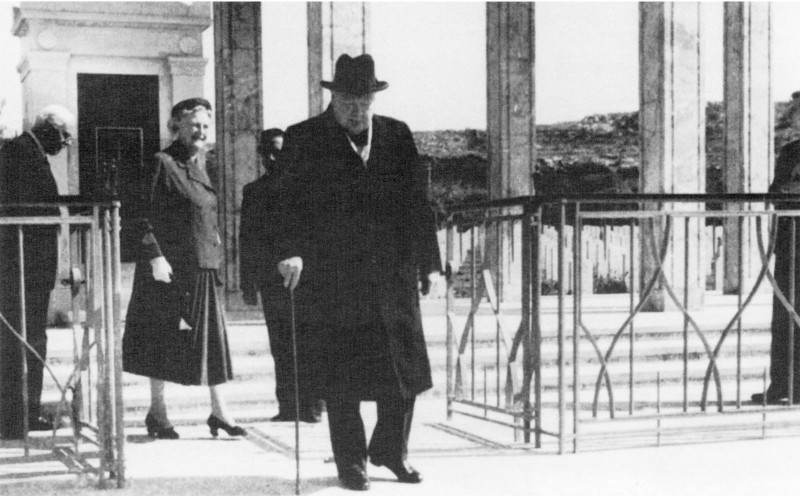
Winston Churchill dopo la visita al Syracuse War Cemetery il giorno della sua partenza per Londra

Non tutti però accolsero Churchill in maniera pacifica; tutta la curiosità che si era formata attorno alle sue giornate siracusane, portò persino a due interrogazioni parlamentari (rivolte all'allora presente ministero delle comunicazioni); in una delle due si sottolineava:
Il giorno della partenza per Londra, dopo due lunghe settimane di permanenza, Churchill si recò al Syracuse War Cemetery, deponendo corone di fiori per i caduti: il cimitero di nuova edificazione nel quale erano state riposte le oltre mille salme di soldati britannici morti durante l'operazione Husky (dal '43 al '53 i loro corpi erano stati sepolti all'interno del cimitero comunale di Siracusa, fino a quando la Commonwealth War Graves Commission non ne dispose la separazione, ubicandole in un luogo curato direttamente dalle autorità inglesi).
Il suo amico e fisico nucleare, Frederick Lindemann, definì tale permanenza come «la prima, vera vacanza nella vita di Winnie», mentre lo stesso Winston Churchill annoterà in seguito, nel suo taccuino, che quella a Siracusa fu la «vacanza più deliziosa della sua vita di viaggiatore».

## Nella seconda metà del '900
La seconda metà del Novecento fu caratterizzata per Siracusa da un lungo periodo di pace: essa visse gli importanti avvenimenti di portata globale, che pure la circondavano, in maniera indiretta, beneficiando invece di una modesta ma duratura, e ben tangibile, ripresa economica e sociale.

### La nascita del polo petrolchimico siracusano
Il lato nord del siracusano venne dagli anni '50 in avanti interessato da un forte, e per certi versi violento, processo di industrializzazione: gli americani finanziarono un ambizioso progetto legato al petrolio che avrebbe infine portato alla nascita del più vasto complesso di raffinazione petrolifera d'Europa, comprendente svariati settori della petrolchimica: il polo petrolchimico siracusano.
Come conseguenze di ciò, l'area ebbe un notevole incremento sulle proprie entrare economiche; Siracusa perse un altro pezzo del suo territorio, poiché il borgo di Priolo Gargallo, al centro del traffico petrolifero, chiese e ottenne l'indipendenza dal comune, mentre venne evacuato, forzatamente, il villaggio costiero di Marina di Melilli per far posto alle raffinerie. Il capoluogo aumentò la propria popolazione in maniera accelerata, per via dell'immigrazione interna attratta dal polo. L'intera provincia divenne un ago impazzito nei valori economici del Sud Italia: il suo export, trainato del tutto dal petrolio, fece registrare per un lungo periodo dei numeri da record, ma squilibrati (ciò si sarebbe attenuato e quasi bloccato solo dopo il primo decennio del nuovo millennio).
Inoltre, il polo ebbe delle serie ripercussioni sulla salute pubblica dei comuni che lo formavano; la zona negli anni si è guadagnata la triste nomenclatura di «triangolo della morte», scaturito dal contesto inquinato e dalla forma triangolare che disegnano i tre comuni che rinchiudono il polo industriale al loro interno: Priolo Gargallo, Melilli e Augusta.

### Tensioni politiche varie
Dagli anni '60 agli anni '70 vi fu il timore che la città di Siracusa stesse per riabbracciare il nazifascismo; in particolare, alcuni giornalisti, come il ragusano Giovanni Spampinato (che durante i famigerati anni della strategia della tensione, o anni di piombo, fu vittima del terrorismo di estrema destra), la dissero molto vicina alla dittatura dei colonnelli che dal '67 al '74 imperversò in Grecia: «la provincia più ricca della Sicilia [Siracusa], una delle zone economicamente più fiorenti del Mezzogiorno» si trovava - denunciava il ragusano nel giornale de L'Ora - «a un passo dai colonnelli».
Siracusa ospitava all'epoca un real vice-console greco, Xenofòn Mephalopoulos, il quale divenne inoltre il patron della squadra sportiva del Siracusa calcio e amico del sindaco democristiano aretuseo Antonio Giuliano (in carica dal '65 al '66 e poi dal '70 al '71).
Mephalopoulos e Giuliano volevano far gemellare Siracusa con la capitale greca, Atene, ma questo gemellaggio venne fortemente osteggiato: nonostante i due viaggi di Giuliano in Grecia, e i rapporti di Mephalopoulos con Aristotele Onassis, i democratici si opposero, vinse la tensione e tra Siracusa e Atene non vi fu alcuna vicinanza ufficiale. Spampinato sosteneva che il vice-console fosse un infiltrato dei colonnelli greci in terra aretusea e che fosse in combutta con i neo-fascisti siracusani di Ordine Nuovo.

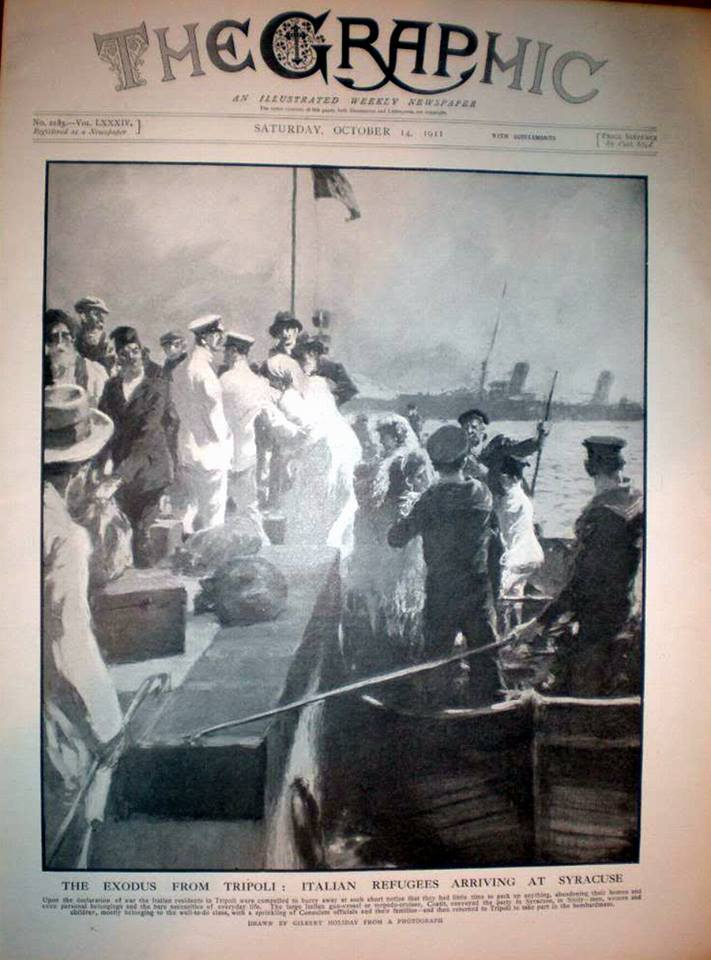
Il quotidiano londinese The Graphic nell'illustrazione ha immortalato il momento di uno dei tanti arrivi di profughi italiani dalla Libia a Siracusa nel 1911: anche in quell'occasione (guerra italo-turca) la città ne accolse numerosi

Siracusa fu in quegli anni interessata da un altro fenomeno che andava a intrecciarsi con il suo confine d'oltremare rappresentato dalla Libia: quando il colonnello Muʿammar Gheddafi salì al potere (nel 1969), egli stabilì che tutti gli italiani ancora residenti in territorio libico (molti di loro avevano già lasciato la Libia italiana dopo che questa venne invasa dagli anglo-americani durante la Seconda guerra mondiale) dovevano andarsene. La loro espulsione li condusse nella città aretusea, che aveva rapporti con la Libia fin dal primo colonialismo italiano del '900 (il porto aretuseo era collegato con quelli libici (Bengasi e Tripoli), essa fu quindi una tappa naturale per coloro che dovevano ricominciare da capo una nuova vita in Italia.
Molti dei 20.000 italiani espulsi da Gheddafi vennero inizialmente smistati in un campo profughi allestito in città, in seguito tanti di loro (indipendentemente che avessero origini del Nord Italia o del Sud Italia) scelsero di rimanere nella città aretusea, contribuendo al suo nuovo popolamento.

### Il terremoto del 1990
Nella notte del 13 dicembre 1990 gran parte dell'area siracusana - compreso il capoluogo - venne colpita da un violento terremoto (5.6 della scala Richter), soprannominato in seguito terremoto di Santa Lucia, per via della coincidenza con il giorno delle celebrazioni della santa patrona Lucia da Siracusa. Detto anche terremoto di Carlentini, dal comune aretuseo nel quale fece più danni (persero la vita 18 carlentinesi nel sisma), o di Augusta, dal comune più vicino all'epicentro (registrato poco al largo delle sue coste).
Un altro soprannome che alcune figure dell'epoca diedero a questo sisma fu quello di «terremoto dei silenzi», poiché seppure i danni provocati furono ingenti, con oltre 13.000 sfollati tra le province di Siracusa, Catania e Ragusa, l'evento non trovò quasi mai spazio nella cronaca nazionale e la sensazione che si ebbe fu piuttosto quella di una sorta di timore, da parte delle autorità, per un'eventuale replica sismica che avrebbe potuto essere catastrofica, venendo interessata la zona del polo petrolchimico: il governo nominò un prefetto per le zone terremotate, Alvaro Gomez y Paloma, il quale si dedicò fin da subito alla messa in sicurezza degli impianti presso Priolo Gargallo, limitandone gli stoccaggi. Quando ci si accorse che il pericolo era passato - essendo stata la replica di 3.9 e non avendo la stessa provocato ulteriori danni - venne tirato un sospiro di sollievo, ma le polemiche non cessarono (qualcuno parlò anche di "attribuzione errata dell’intensità del sisma"). I primi fondi furono stanziati nel 1993, il che permise il recupero di molti immobili danneggiati e l'assegnazione di nuove case per chi le perdette nel sisma.
L'aumentata sensibilità sul rischio sismico in città, determinò alcune misure di prevenzione, tra cui il restauro e il consolidamento statico del ponte Umbertino. Per ovviare alle restrizioni di traffico venne montato un ponte Bailey dal genio militare, per tutta la durata dei lavori. Tuttavia il passaggio (non autorizzato) di un camion determinò il crollo del ponte e la morte del conducente.

### La visita di papa Giovanni Paolo II nel 1994 e l'inaugurazione del santuario
Nel maggio del 1993 papa Giovanni Paolo II compì un viaggio in terra di Sicilia, durante il quale chiese ai mafiosi di convertirsi (discorso nella valle dei Templi di Agrigento): era appena trascorso un anno dai noti e terribili fatti di Palermo (strage di Capaci); l'isola era tormentata dalle bombe, Cosa Nostra si trovava nella fase più violenta della sua storia (comunque collegata alla strategia della tensione che imperversava nella maggior parte d'Italia); lo Stato mandò l'esercito nelle città siciliane per cercare di porre un freno al dilagante terrorismo: Operazione Vespri siciliani (dal 1992 al 1998). In tutto ciò Siracusa, se pur tenuta abbastanza in disparte dai fatti più cruenti (ma non esente dal fenomeno mafioso), ricevette anch'essa dei soldati (le furono mandati dei reparti della brigata alpina "Julia").
Il pontefice decise di ritornare in Sicilia l'anno seguente, nel 1994, dirigendosi stavolta a Siracusa, dove lo attendevano per inaugurare il santuario della Madonna delle Lacrime. Egli sarebbe dovuto giungere nel maggio del '94, ma si ruppe un femore e fu costretto a rimandare la visita di qualche mese; riuscì comunque ad essere presente nella città aretusea all'inizio del novembre del medesimo anno:
(Papa Giovanni Paolo II, Siracusa, 5 novembre 1994.)

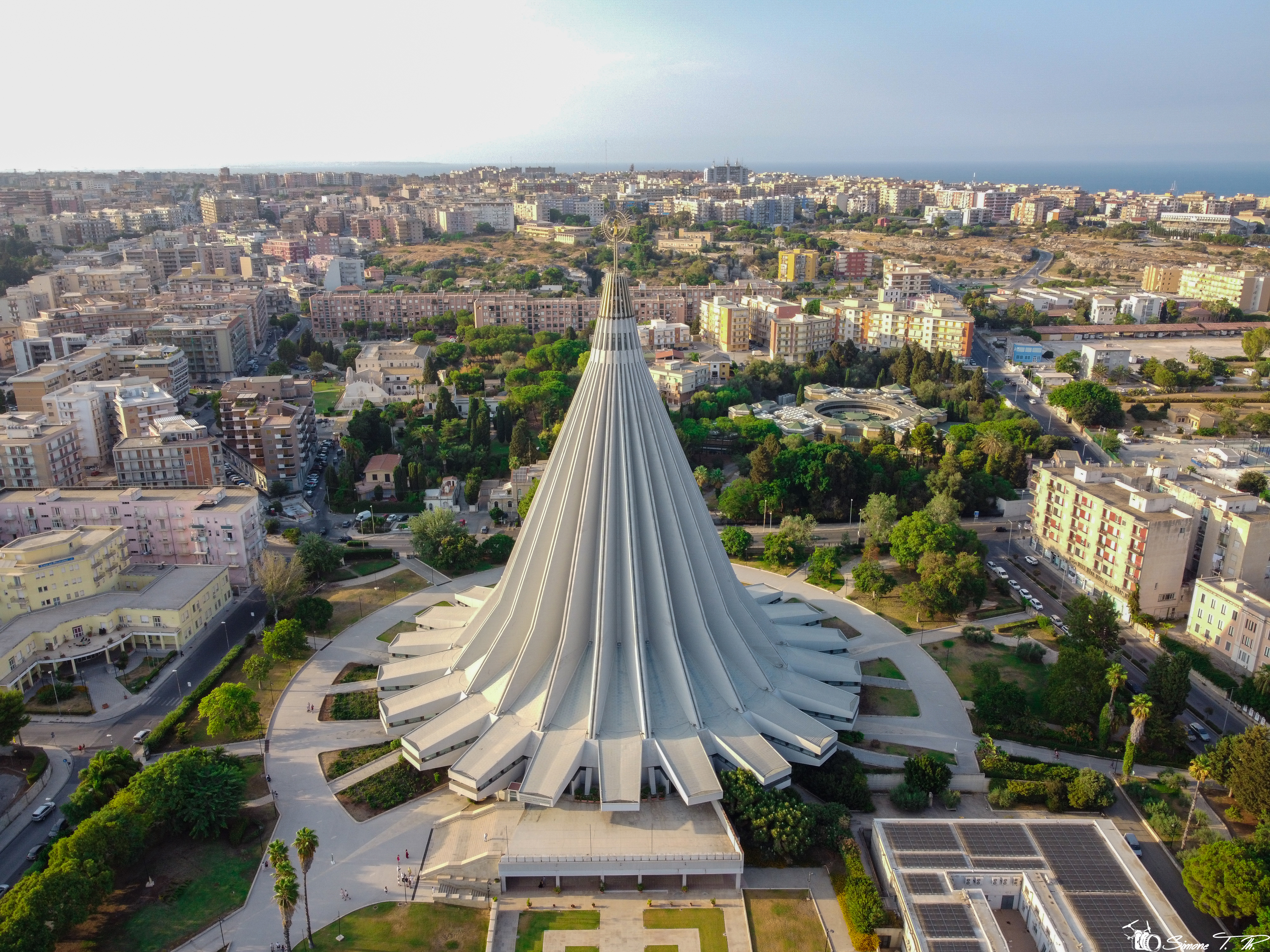
Siracusa: il santuario sorto in seguito all'evento della lacrimazione mariana del '53. Venne inaugurato da papa Giovanni Paolo II il 6 novembre del 1994

Il papa all'interno del santuario della Madonna della Lacrime nel giorno dell'inaugurazione: alle sue spalle vi è posto il quadretto in gesso sul quale si verificarono gli accadimenti del '53

Karol Wojtyła, da piazza del Duomo il 5 novembre, si rivolse direttamente alla cittadinanza; dapprima ricordò l'importante passato greco della città, dopo esortò i siracusani a non soccombere dinnanzi alle difficoltà sociali ed economiche che non avevano mai smesso di affliggere l'odierna popolazione. Si augurò che si facessero custodi di quel patrimonio che giungeva da più civiltà e che sapessero interpretare, con sensibilità moderna, il messaggio sempre attuale della classicità.
L'indomani, il 6 novembre, il papa si recò nel luogo in cui era stato eretto il santuario; lo benedisse, rivolgendo per i fedeli - nel lungo discorso riguardante la futura basilica - un pensiero al passato avvenimento della lacrimazione.
Egli giunse infine alla balza di Akradina (luogo non distante dal santuario), dove venne allestito un palco dal quale il pontefice recitò l'Angelus Domini, al quale assistettero 60.000 persone lì radunatesi.
Il santuario (che nel 2002 papa Wojtyła elevò a basilica) è sorto tra le antichissime rovine (Piazza della Vittoria) di un tempio risalente a 2400 anni fa, dedicato alla dea Demetra (signora dei raccolti e delle messi, che fu particolarmente importante e venerata dagli antichi Siracusani). Nella sua cripta (inaugurata nel 1968) vi sono inoltre rovine d'epoca greca, romana e bizantina. Vi è anche un ruscello sotterraneo.
Il discorso del papa alla cittadinanza fu per tanti versi molto significativo, poiché assolutamente coerente con la realtà del periodo che riguardava Siracusa e le difficoltà sociali della sua popolazione; di seguito se ne riporta la parte finale:
(Papa Giovanni Paolo II, Siracusa, 5 novembre 1994.)

### Siracusa «città per la pace e per i diritti umani»
Altra tappa significativa per la città novecentesca fu la nascita al suo interno, per la prima volta, di istituzioni e fondazioni non governative che si prefiggevano come obiettivo il raggiungimento comune, a livello globale, della non-violenza e del rispetto dei diritti umani.
Il percorso intrapreso da Siracusa nel contesto socio-giuridico e pacifista iniziò con l'apertura dell'ISISC (abbreviativo di The Siracusa International Institute for Criminal Justice and Human Rights), fondato in città dall'egiziano (in seguito naturalizzato statunitense) Mahmoud Cherif Bassiouni nel 1972, in qualità di presidente dell'Associazione Internazionale di Diritto Penale (fondata a Parigi all'inizio del XX secolo).
Da allora l'istituto ha calamitato nello scenario aretuseo moltissime figure pubbliche del settore giudiziario e umanitario internazionale. Tra i traguardi più importanti va annoverato il primo testo sviluppato a Siracusa riguardante la Convenzione delle Nazioni Unite contro la Tortura, siglata dall'ONU a New York nel dicembre del 1984; nel medesimo periodo (primavera dell'84) le Nazioni Unite approvarono una serie di criteri, qui esiglati, che presero il nome di «The Siracusa Principles» («Los Principios de Siracusa» in lingua spagnola), riguardanti quei casi speciali, in stato d'emergenza, in cui sarebbe stato possibile limitare o sospendere la Convenzione internazionale sui diritti civili e politici: «I Principi di Siracusa sulle Disposizioni di Limitazioni e Sospensione del Patto Internazionale dei Diritti Civili e Politici».
Sempre negli anni '80, nel dicembre del 1986, Siracusa diede il proprio nome a un importante progetto legato al mondo arabo che, dati i confini e la storia siciliana, è particolarmente importante per l'istituto aretuseo: la Carta dei diritti umani e del popolo nel mondo arabo(che si sarebbe poi concretizzata nel 1994 con l'emanazione della Carta araba dei diritti dell'uomo).

L'inaugurazione della targa di "Siracusa città per la pace e per i diritti umani"

Al nuovo volto di Siracusa come città che promuove la pace e la non-violenza ha contribuito parecchio la figura di Bruno Ficili, sciclitano di nascita e siracusano d'adozione: sempre nel 1986, egli fondò nella città aretusea l'Associazione Internazionale per l’Educazione alla Pace (International Association for Peace Education), e venne candidato da diversi componenti del Congresso di Washington numerose volte al premio Nobel per la pace, per il suo impegno speso in giro per il mondo là dove si verificavano atrocità di guerra (tuttavia non vinse il Nobel in nessuna delle candidature americane). Questa sua dedizione fece di Siracusa, disponibile alle sue iniziative e già impegnata nel sociale per via dell'ISISC, un luogo di ritrovo per azioni a favore della cessazione dei conflitti.
Tra le tappe più significative di questo percorso storico vi sono, per Siracusa, la targa voluta dal professor Ficili che nel 1995 proclamava Siracusa «città per la pace e per i diritti umani», nonché la venuta del campione di pugilato statunitense Muhammad Ali (alias Cassius Marcellus Clay Jr.) impegnato nel campo umanitario, che nel dicembre del 1999 firmò in città, alla presenza delle personalità politiche africane e dei rappresentanti delle etnie Hutu e Tutsi (protagonisti di una sanguinosa guerra durata per anni), un patto di non aggressione a favore dei luoghi più sensibili del Burundi (scuole, orfanotrofi e ospedali).

## Nel nuovo millennio

### Gli impegni nel sociale
Il nuovo millennio per Siracusa si è aperto nella continuità con quanto fatto negli ultimissimi decenni del '900: sono proseguiti quindi gli impegni sociali del capoluogo.
In questa continuità rientra l'inserimento della città, congiuntamente alle vicine necropoli rupestri di Pantalica, nella lista dei patrimoni dell'umanità UNESCO (associazione globale che si prefigge di tutelare dalla potenziale distruzione tutti quei siti di particolare rilevanza storica, paesaggistica, culturale che hanno segnato il percorso dell'umanità), avvenuto nel 2005: la targa commemorativa venne scoperta e inaugurata dal presidente della Repubblica Italiana Carlo Azeglio Ciampi nel 2006; di seguito le sue parole durante l'evento:
(Carlo Azeglio Ciampi, Siracusa, 12 gennaio 2006.)
L'isola di Ortigia nel 2009 ha ospitato un forum informale facente parte del G8 dell'Aquila e denominato G8 Ambiente: in tale occasione la città accolse i ministri dell'ambiente degli otto maggiori paesi industriali del globo insieme a quelli del BRICS (oltre a una serie di istituzioni europee e mondiali); dalla riunione, tenutasi nel medievale castello Maniace, ne è scaturita la Carta di Siracusa sulla biodiversità (detta anche semplicemente Carta di Siracusa): un accordo tra gli Stati che hanno preso atto, di fronte alla minaccia di una drastica riduzione della biodiversità, di quanto questa sia fondamentale per il prosieguo della vita umana.
Nel 2012 la città ha accettato di partecipare al progetto statunitense dell'IBM Smarter Cities Challenge, poiché venne selezionata insieme ad altre 32 città nel mondo per far parte della programmazione intelligente per formare le città del futuro: da questa prima sua esperienza, Siracusa venne quindi selezionata nel 2015 per entrare a far parte del programma di ricerca italiano del CNR (Consiglio Nazionale delle Ricerche), assumendo il titolo - la prima volta che veniva adoperato in Italia - di città intelligente, o smart city, 2.0. Un anno prima, nel maggio del 2014, ha inoltre aderito al circuito internazionale delle città educative; l'AICE, con lo scopo di rendere la città più sostenibile e all'avanguardia.
Tuttavia, nonostante le numerose iniziative che fanno capo al comune e che vengono ancor oggi portate avanti, vi è per Siracusa una difficoltà oggettiva nel sviluppare e mantenere tali progetti futuristici; attualmente, infatti, gli indicatori nazionali e internazionali rivelano un malessere generale della città.

### Contesto attuale

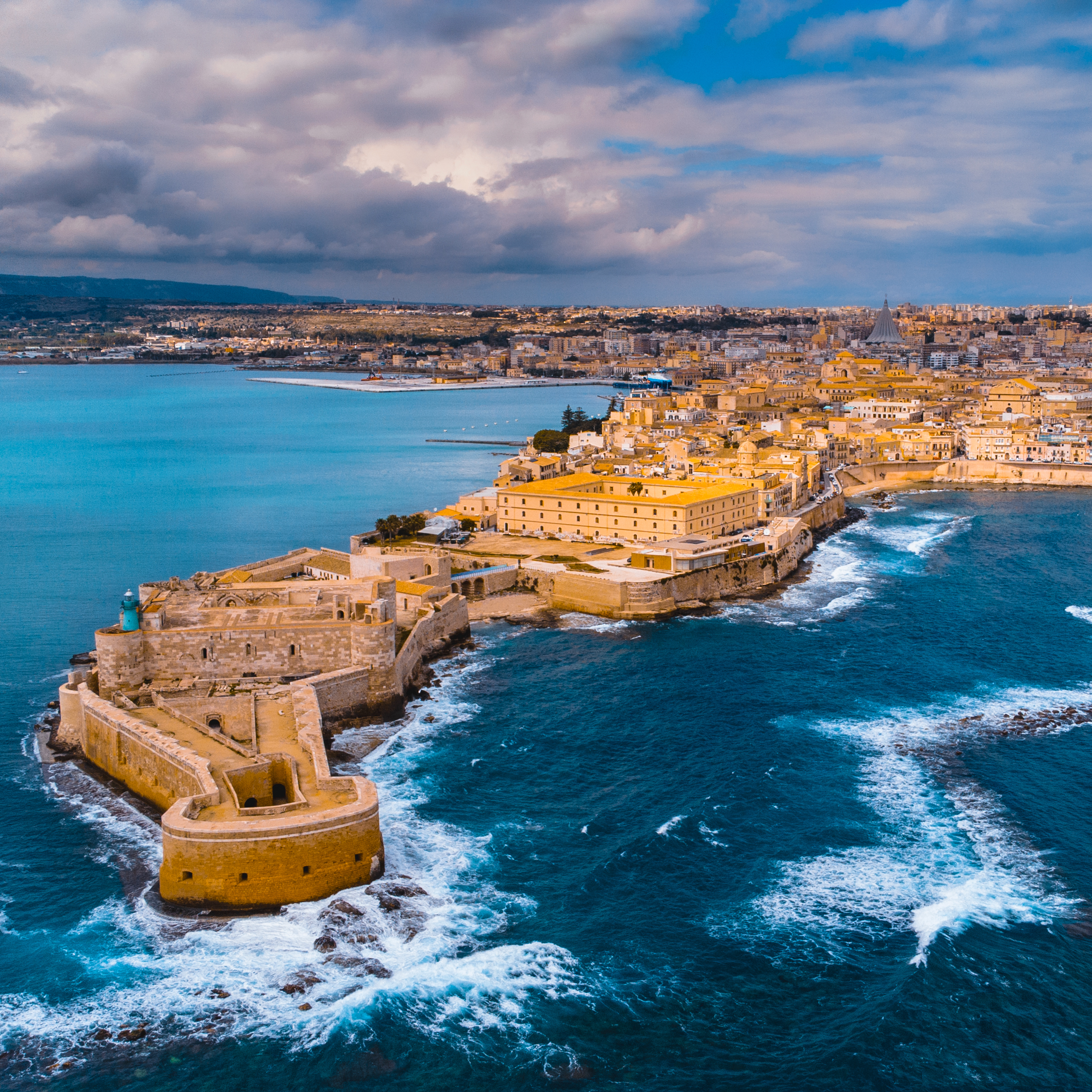
La città di Siracusa vista dalla punta di Castel Maniace

In linea con il resto del Mezzogiorno d'Italia, e in particolar modo con le province di Calabria e Sicilia, l'odierna Siracusa nel suo insieme, da tempo, occupa gli ultimi posti delle classifiche indagatrici sulla qualità della vita: ad esempio, nelle classifiche de Il Sole 24 Ore la provincia siracusana (attualmente libero consorzio comunale di Siracusa) dal 1990 al 2020 (in trent'anni) è calata dall'81ª posizione alla 105ª posizione (su 107 province italiane). Eloquente, in tal senso, è il dato ISTAT che nel 2019 ha rivelato come la provincia aretusea stia perdendo anno dopo anno la crescita della propria popolazione; sono rapidamente aumentati i siracusani che emigrano: dal 2008 al 2018 in circa 40.000 residenti hanno abbandonato la provincia emigrando fuori dall'Italia.
Solo molto recentemente la città ha visto un notevole sviluppo del settore terziario rappresentato dal turismo di massa: l'area del siracusano nel 2018 e nel 2019 ha registrato dei record di crescita; ad esempio secondo l'analisi di Confcommercio il suo centro storico, ovvero l'isola di Ortigia, è risultato essere nell'anno 2018 il più vitale d'Italia, a seguito delle aperture delle tante attività legate ai turisti. L'insorgere della pandemia di COVID-19 ha tuttavia frenato questo settore emergente.
Attualmente l'area risulta parecchio esposta al fenomeno del riscaldamento globale: temperature torride e formazioni di tempeste mediterranee (medicane) si uniscono al rischio di innalzamento dei livelli del mare (che per Siracusa potrebbero comportare la scomparsa di un'importante fetta del proprio territorio costiero) e al rischio di desertificazione: l'area del siracusano, dove nell'estate 2021 si è registrata la temperatura più calda d'Europa (48,8 °C, contrada Monasteri, Floridia), si trova difatti inserita tra i luoghi di Sicilia con il più alto futuro rischio climatico.